# Ведьмы за границей
Ведьмы за границей (англ. Witches Abroad) — роман в жанре юмористического фэнтези английского писателя Терри Пратчетта, написанный в 1991 году.
Двенадцатая книга из цикла «Плоский мир», третья книга подцикла о ведьмах.
Впервые опубликованный издательством Виктора Голланца. В оформлении обложки первого издания использовалась картина Джоша Кирби, исполненная в его обычном стиле: многофигурная композиция со множеством мелких деталей, яркие цвета, элементы гротеска и карикатуры. На иллюстрации изображено приземление трёх Ланкрских ведьм в болоте рядом с Орлеей, а также домик госпожи Гоголь со своими обитателями и золотая карета Эллы Субботы.
На русском языке роман был издан издательством «Эксмо» в переводе П. Киракозова в 2001 году. На обложку этого издания также была помещена иллюстрация Кирби; в переиздании 2006 года вся серия, включая «Ведьмы за границей», была переиздана под более строгими обложками.

## Сюжет
Это сказка о сказках.
Или о том, что значит быть настоящей феей-крёстной.
А еще это сказка об отражениях и зеркалах.

Иллюстрация Джоша Кирби к роману, использованная в оформлении «классической» обложки

Старая ведьма Десидерата Жалка Пуст умерла, оставив своей преемнице, юной Маграт Чесногк, волшебную палочку и обязанности феи-крёстной. Десидерата сочла, что Маграт не справится одна, поэтому написала завещание таким образом, чтобы спровоцировать старших ведьм полететь с ней в город Орлею, где живёт крестница феи, Элла Суббота по прозвищу Золушка. Жалка Пуст завещала преемнице ни в коем случае не допустить, чтобы Золушка вышла замуж за принца.
Матушка Ветровоск, нянюшка Ягг и Маграт отправились в дальнее путешествие на мётлах. В пути они начинают понимать, что им противостоит могущественная волшебница, использующая силу сказок и зеркал, причём матушка, как оказывается, очень хорошо её знает.
В Орлее, куда они прибывают, у них обнаруживается союзница — колдунья вуду, госпожа Гоголь, живущая на болотах возле Орлеи. Ведьмы прилагают все усилия, чтобы Золушка не стала женой узурпировавшего власть Дюка Орлейского. Им противостоит фактическая правительница города — Лилит де Темпскир, та самая могущественная волшебница…

## Персонажи
- Матушка Ветровоск (англ. Granny Weatherwax) — старшая ведьма Ланкрского шабаша, сквозной персонаж цикла о ведьмах.
- Нянюшка Ягг (англ. Nanny Ogg) — её близкая подруга, также ведьма, сквозной персонаж цикла о ведьмах.
- Маграт Чесногк (англ. Magrat Garlick) — молодая ведьма, получившая палочку феи-крёстной, сквозной персонаж цикла о ведьмах.
- Грибо (англ. Greebo) — кот нянюшки, сквозной персонаж цикла о ведьмах. В «Ведьмах за границей» впервые был превращён в человека.
- Лили Ветровоск, она же Лилит де Темпскир (англ. Lily Weatherwax, Lilith de Tempscire)[прим. 1] — старшая сестра Эсмеральды Ветровоск, могущественная ведьма, фея-крёстная. В отрочестве её выгнали из дому. Она, следуя своему властолюбивому характеру, стала использовать опасную магию двух зеркал, с помощью которой стала фактической правительницей Орлеи.
- Дюк Орлейский (англ. Duc) — номинальный правитель Орлеи к моменту событий книги, молодой изящный человек, в некотором роде «созданный» Лили Ветровоск.
- Госпожа Эрзули Гоголь (англ. Erzulie Gogol) — орлейская колдунья вуду, красивая женщина, возлюбленная бывшего правителя города.
- Барон Суббота (англ. Baron Saturday) — бывший правитель Орлеи, после своей гибели превращенный в зомби, а во время событий книги — практически в вудуистское божество.
- Элла Суббота, Золушка (англ. Ella Saturday, Emberella) — единственная внебрачная дочь барона, наследница трона Орлеи. Не знала о своих родителях и работала кухаркой.

## Вуду в романе
Пратчетт описал в своём романе своеобразную версию вудуизма, что в нашей реальности является системой религиозных верований, мистических и магических практик, распространённой в Центральной Америке. На Плоском мире вуду — род колдовства, связанный с созданием богов и призыванием их в тело людей. Колдовство вуду подпитывается магической силой болот. Колдуньи вуду отличаются от обычных ведьм Диска практически только атрибутикой.
Имена персонажей, связанных с вуду Плоского мира, являются аллюзиями на имена божеств вудуизма реального мира. Так, колдунья Эрзули Гоголь носит имя Эрзули, богини любви и красоты. Госпожа Гоголь описывается как очень высокая красивая смуглая женщина. Её бывший возлюбленный барон Суббота, убитый Лилит и превращённый госпожой Гоголь в зомби — отсылка к Барону Субботе (он же Барон Самеди), божеству смерти. Он, как и его прототип, с некоторого времени носит чёрный фрак и цилиндр, после чего ненадолго обретает божественные способности. Так как в ритуалах вуду важную роль играют танцы, в кульминации романа Суббота танцует. Чёрный петух Легба, фамилиар госпожи Гоголь, — отсылка к духу дверей Легбе, супругу Эрзули.
В книге упоминаются некоторые божества вуду Диска: Бон Анна, Повелитель Сети Продаж, Широко Шагая, Хоталога Эндрюс (англ. Lady Bon Anna, Mister Safe Way, Stride Wide Man, Hotaloga Andrews). Их всех создала Эрзули Гоголь.
Наиболее популярные в нашей реальности ассоциирующиеся с вуду понятия, зомби и кукла вуду, тоже нашли отражение в «Ведьмы за границей». Госпожа Гоголь использует оживлённых ею мертвецов (зомби) как домашних работников. Одним из них является и труп её возлюбленного — барона Субботы, причём его личность осталась практически полностью сохранной. Степень подчиненности его госпоже Гоголь не уточняется, но, во всяком случае, он может вслух выражать недовольство её решениями: «Но ведь ты обещала, что отомстишь ей за меня, — напомнил барон. — Ей отомстит кое-кто другой, — пожала плечами госпожа Гоголь <…> — Значит, ты не держишь своего слова?!» Куклу вуду Эрзули Гоголь изготовила для магического поединка с Лили Ветровоск, но когда на её пути встала Эсме Ветровоск, колдунья попыталась использовать куклу против матушки (вуду против «головологии»). Когда госпожа Гоголь втыкала в куклу щепки, жертва ощущала боль.

## Магия зеркал в романе
Зеркало как объект магических действий играет важную роль в фольклоре многих народов, в том числе в английском и славянском.
На Плоском мире магия с использованием одного зеркала считается нормальной практикой, но с двумя зеркалами, образующими бесконечный коридор отражений — опасной, причём не только среди ведьм, но и среди обычных людей. В народе бытует поверье о том, что нельзя становиться между двумя зеркалами. «В зеркалах заключается бесконечность. А в бесконечности заключается гораздо больше, чем вы думаете. Для начала, там заключается всё. Включая голод. Потому что там миллион миллиардов отражений, но всего лишь одна душа». Лили Ветровоск, используя магию двух зеркал, стала очень могущественной ведьмой, что и привело к описываемым в романе событиям.

## Концепция сказок в романе
В романе «Ведьмы за границей» Пратчетт впервые вводит концепцию «паразитных вселенных», развитую им в позднейшем романе «Дамы и господа». В данном случае под паразитами понимаются сказки: «Сказки, эти длиннющие колышущиеся ленты обретших форму времени и пространства, порхая, носились по вселенной с самого начала времён. При этом они постепенно эволюционировали. Слабейшие вымерли, а сильнейшие выжили и со временем растолстели — ведь люди пересказывали их раз за разом <…> сказки — некая паразитическая форма жизни, играющая судьбами и калечащая людские жизни исключительно в целях собственной выгоды».
Основная идея концепции заключается в том, что истории, известные людям как сказки, всё время повторяются в реальности снова и снова, используя людей, как своих персонажей. И чем больше сказка повторялась, тем более сильной она становилась, и тем легче ей было повториться ещё раз (положительная обратная связь). На Плоском мире претворением сказок в жизнь могут заниматься ведьмы. В романе «Ведьмы за границей» это делала Лили Ветровоск.

## Аллюзии в романе

### Отсылки к реалиям нашего мира
Вымышленный город Орлея (англ. Genua) — имеет два прототипа. С одной стороны, это итальянский город Генуя, а с другой — Новый Орлеан. Пратчетт сообщает, что его поездка в Новый Орлеан стала источником вдохновения для создания образа сказочного королевства. Орлея расположена в дельте реки Вьё, Старого Река (англ. Vieux river, от фр. vieux — «старик»). В нашей реальности рекой-Стариком (англ. Old Man River) называют Миссисипи, в устье которой лежит Новый Орлеан. В официальном русском переводе названия сказочного города сохранены отсылки к обоим прототипам.
Орлейский карнавал Марди Гра, Сытный Вторник — прямая отсылка к празднику Марди Гра нашей реальности.

### Отсылки к произведениям культуры
В романе присутствуют аллюзии на многие сказки и авторские фэнтези. Большая часть аллюзий — пародийная. Переосмысление и развенчание мифов вообще свойственно для прозы Пратчетта.
Весь роман является творческим переосмыслением сказок «Золушка» и «Король-лягушонок».
Прозвище Эллы Субботы Emberella — изменённое англ. Cinderella — Золушка. Английское слово ember является частичным синонимом слова cinder — оба означают золу, пепел, угольки. Окончание -ella, видимо, определило настоящее имя героини. В русском переводе сохранено исходное прозвище Золушки из волшебной сказки. В отличие от Золушки нашей реальности, Элла Суббота и так является законной правительницей города, и намерение Лилит сочетать её браком с Дюком — продолжение узурпации власти. «Злые сёстры» в романе — змеи, которым колдовство Лилит придало человеческий облик. Превращение тыквы в карету в романе «вывернуто» — Маграт превратила настоящую карету в тыкву, чтобы помешать сказке, а позже Лилит превратила тыкву снова в карету. Хрустальные туфельки Золушки в романе — обычные туфельки, причем достаточно большого размера (Маграт они велики, а вот нянюшке Ягг как раз), инкрустированные кусочками зеркал — ещё один инструмент зеркальной магии Лилит.
Образ принца-лягушки, в отличие от такового в исходной сказке, не является положительным. От сюжета сказки, в которой принц-лягушка помог неблагодарной принцессе и после требовал от неё награды, в романе не осталось ничего, кроме поцелуя: в сказке поцелуй принцессы придает принцу человеческий облик, а в романе — должен был закрепить колдовство Лилит.
Множество других аллюзий несут второстепенное значение:
- Первое упоминание о превращении предметов в гнома Золто (англ. Glod, имеется в виду ошибка в написании слова «золото» — англ. gold) — отсылка к мифу о царе Мидасе, проклятом за алчность — всё, к чему он прикасался, превращалось в золото. Второе относится к сказке о девушке, с помощью злого карлика сплетавшей солому в золото. Имя карлика — Румпельштильцхен (нем. Rumpelstilzchen). Когда матушка вспоминает об ещё одной сказке: про девушку с очень длинными косами (Рапунцель), она ошибочно называет её имя — Румпельштильцель, путая её с вышеупомянутым злым карликом.
- Отсылкой к «Властелину Колец» Толкина является существо, плывущее по реке на бревне и сообщившее ведьмам, что у него день рожденья.
- Эпизод с ночёвкой ведьм в маленьком городке с замком — аллюзия на истории о вампирах. Мрачная легенда предстает в бытовом ключе — вампира, нагоняющего ужас на жителей городка, ведьмы просто не замечают, а в итоге его съедает Грибо, приняв за обычную летучую мышь.
- Эпизод с зачарованным замком — аллюзия на сказку «Спящая красавица». Ведьмы подвергают критике сказочный подход: по их мнению, если кто-то пробрался в заколдованный замок и поцеловал спящую девушку, то это не значит, что ей следует выходить за него замуж.
- Переложение сюжета «Красной Шапочки» в эпизоде о старушке и говорящем волке. Причиной странного поведения волка является колдовство — волка заставили думать, что он является человеком. В романе волк сам желал смерти, страдая от такого раздвоения личности.
- Отсылка к книге «Удивительный Волшебник из Страны Оз» Лаймена Фрэнка Баума: домик, упавший на голову ведьме, в данном случае, нянюшке Ягг. Обитающие в той местности гномы, подчиняясь сказке, почувствовали желание снять с нянюшки сапоги, аналогичные из-за сказки волшебным башмачкам Злой Ведьмы Востока. Упоминается также дорога, вымощенная жёлтым кирпичом, и спор о сердце и мозгах в исполнении Маграт и матушки (в оригинале спорили Страшила и Ник Дровосек). Нянюшка также произносит аналог знаменитой фразы Дороти Гейл из классического фильма 1939 года: «Тото, мне кажется, мы уже не в Канзасе» (англ. Toto, I have a feeling we are not in Kansas anymore)[11] — «Знаешь, Грибо. <…> По-моему, это не Ланкр»[4] (англ. You know, Greebo. <…> I don't think we're in Lancre). Русскоязычному читателю ближе аналогии с пересказом сказки Баума: романом-сказкой «Волшебник Изумрудного города» А. М. Волкова.
- В сцене с проникновением в спальню Дюка старшие ведьмы вспоминают историю о Синей Бороде.

## Номинации[12]
- British Fantasy Award (1991)
- Locus Awards (1992)[13]

## Интересные факты
- Роман занимает 197 место в списке 200 лучших книг мира по версии BBC[14].
- Анекдот про аллигаторский бутерброд, который несколько раз безуспешно пытается рассказать матушка — просто бессвязная история, без какого-то подтекста. Пратчетт утверждал, что подобную несмешную шутку он видел в каком-то старом фильме[8].